# Thung Nai
Thung Nai là một xã miền núi thuộc tỉnh Phú Thọ, Việt Nam.
Xã Thung Nai có diện tích 36,38 km², dân số năm 1999 là 1617 người, mật độ dân số đạt 45 người/km².
Cái tên Thung Nai bắt nguồn từ việc trước đây, khu vực này là một thung lũng rộng lớn có rất nhiều hươu, nai sinh sống, cũng từ đó người dân địa phương gọi đây là Thung Nai. 

## Vị trí địa lý
Xã Thung Nai dân cư chủ yếu là người Mường. Đây là một địa danh du lịch cách thành phố Hòa Bình Cũ 25 km và cách Hà Nội hơn 100 km.

## Du lịch
Với vẻ đẹp kỳ thú, Thung Nai được nhiều du khách trong và ngoài nước yêu mến gọi là "Vịnh Hạ Long trên núi". Nhờ hệ thống núi đá vôi rất đặc trưng của Hòa Bình, khi ngập nước, Thung Nai chẳng khác nào một Hạ Long thu nhỏ.
Ở Thung Nai có rất nhiều địa danh để tham quan, khám phá như bản Mu, lòng hồ thủy điện Hòa Bình, đền Bà Chúa Thác Bờ, chợ nổi, hang Trạch, động Thác Bờ... Cảnh quan tại Thung Nai đẹp và hoang sơ với những đảo đá trên hồ hay những khu rừng rậm rạp. Ngoài tìm hiểu các nét văn hóa đặc sắc của người dân địa phương, du khách còn có dịp thưởng thức những món ăn ngon như cá thiểu hồ sông Đà hun khói, lợn Mường,...

### Động Thác Bờ

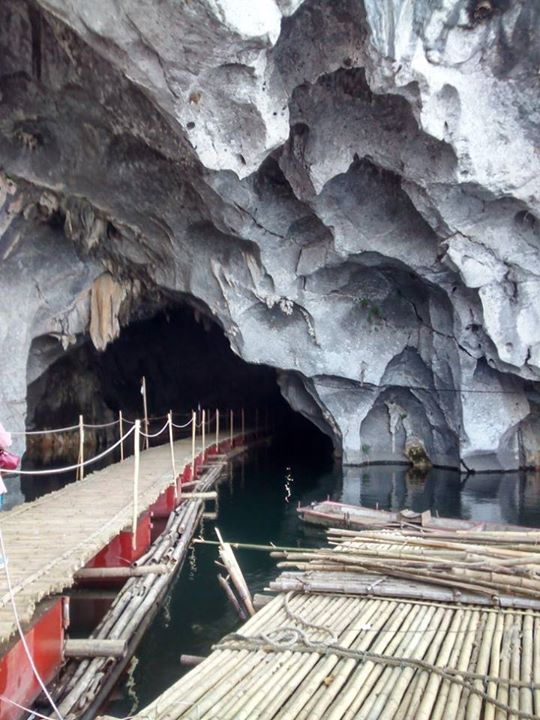
Lối vào bên trong động Thác Bờ

Động Thác Bờ thuộc xóm Bưng, xã Ngòi Hoa, huyện Tân Lạc, tỉnh Hòa Bình. Động sâu hơn 100m, lòng động gập ghềnh, nhấp nhô chỗ rộng, chỗ hẹp, nơi rộng nhất tới 20m. Động được chia làm 3 cung phòng lớn. Qua tìm hiểu và nghiên cứu thực tế, về mặt địa chất, địa mạo động Thác Bờ thuộc loại hình hang động karst có giá trị về mặt địa chất địa mạo và du lịch.

### Đền bà chúa Thác Bờ

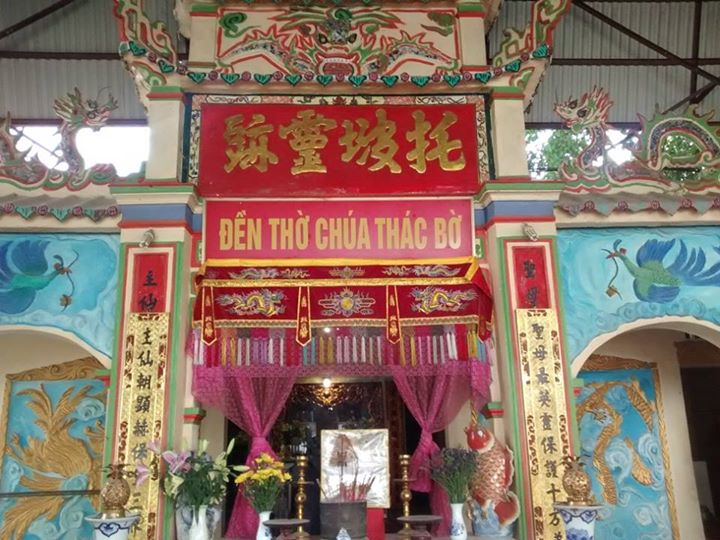
Đền Chúa Thác Bờ

Theo sử cũ, vào đầu thế kỷ 15, có bà Đinh Thị Vân, một người dân địa phương đã nhiều lần giúp vua Lê đánh giặc. Một lần, khi vận chuyển lương thực cho nhà vua đánh giặc, thuyền của bà gặp nạn. Xác bà trôi về đây và hiển linh. Để tưởng nhớ công lao của bà, người dân đã lập đền thờ và vinh danh bà là Đức thánh Thác Bờ, là người cai quản cả một dọc Tây Bắc, các xứ Mường Hòa Bình, xứ Thái Sơn La, Lai Châu... Chính vì vậy, du khách khi du ngoạn nơi này luôn ghé thăm, thưởng ngoạn vẻ đẹp cổ kính của ngôi đền.
Vào năm 1979 nhà nước quyết định đắp đập ngăn sông làm nhà máy thủy điện Hòa Bình, đền Thác Bờ xưa không còn nữa, một gia đình họ Quách đã phát tâm và nhờ sự đóng góp của thập phương qua 5 lần xây dựng và di chuyển đã xây dựng được đền Bờ ngày nay.